# Vinec
Vinec je obec v okrese Mladá Boleslav v Středočeském kraji. Rozkládá se asi čtyři kilometry západně od Mladé Boleslavi. Žije zde 276 obyvatel.

## Historie
První písemná zmínka o obci pochází z roku 1352.

## Obyvatelstvo
| Rok            | 1869 | 1880 | 1890 | 1900 | 1910 | 1921 | 1930 | 1950 | 1961 | 1970 | 1980 | 1991 | 2001 | 2011 | 2021 |
| -------------- | ---- | ---- | ---- | ---- | ---- | ---- | ---- | ---- | ---- | ---- | ---- | ---- | ---- | ---- | ---- |
| Počet obyvatel | 343  | 362  | 371  | 426  | 449  | 480  | 538  | 401  | 402  | 366  | 246  | 198  | 229  | 288  | 266  |
| Počet domů     | 52   | 52   | 55   | 56   | 63   | 67   | 90   | 93   | 90   | 88   | 77   | 90   | 90   | 95   | 96   |

## Obecní správa

### Územněsprávní začlenění
Dějiny územněsprávního začleňování zahrnují období od roku 1850 do současnosti. V chronologickém přehledu je uvedena územně administrativní příslušnost obce v roce, kdy ke změně došlo:
- 1850 země česká, kraj Jičín, politický i soudní okres Mladá Boleslav;[6]
- 1855 země česká, kraj Mladá Boleslav, soudní okres Mladá Boleslav;[6]
- 1868 země česká, politický i soudní okres Mladá Boleslav;[6]
- 1939 země česká, Oberlandrat Jičín, politický i soudní okres Mladá Boleslav;[7]
- 1942 země česká, Oberlandrat Praha, politický i soudní okres Mladá Boleslav;[8]
- 1945 země česká, správní i soudní okres Mladá Boleslav;[9]
- 1949 Pražský kraj, okres Mladá Boleslav;[10]
- 1960 Středočeský kraj, okres Mladá Boleslav.[11]
- k 1. lednu 1980 Středočeský kraj, okres Mladá Boleslav, město Mladá Boleslav[12]
- k 24. listopadu 1990 Středočeský kraj, okres Mladá Boleslav[12]

### Obecní symboly
Znak a vlajka byly obci uděleny rozhodnutím předsedy Poslanecké sněmovny Parlamentu České republiky dne 10. září 2021.

## Společnost
Ve vsi Vinec (520 obyvatel) byly v roce 1932 evidovány tyto živnosti a obchody: elektrárna, 2 hostince, 2 koláři, 2 kováři, krejčí, výroba kyslíku, mlýn, obuvník, 2 rolníci, 3 obchody se smíšeným zbožím, 2 trafiky.

## Doprava
Silniční doprava
- Do obce vede silnice III. třídy.

Železniční doprava
- Území obce protíná Trať 070 Praha – Mladá Boleslav – Turnov. Železniční stanice na území obce není. Nejbližší železniční stanicí je Mladá Boleslav hlavní nádraží ve vzdálenosti 2 km ležící na křížení tratí 070 z Prahy do Turnova, 064 do Staré Paky, 076 do Mělníka a 071 do Nymburka.

Autobusová doprava
- V obci zastavovaly v červnu 2011 autobusové linky jedoucí do těchto cílů: Bělá pod Bezdězem, Benátky nad Jizerou, Bezno, Mladá Boleslav, Mšeno [15]

## Pamětihodnosti

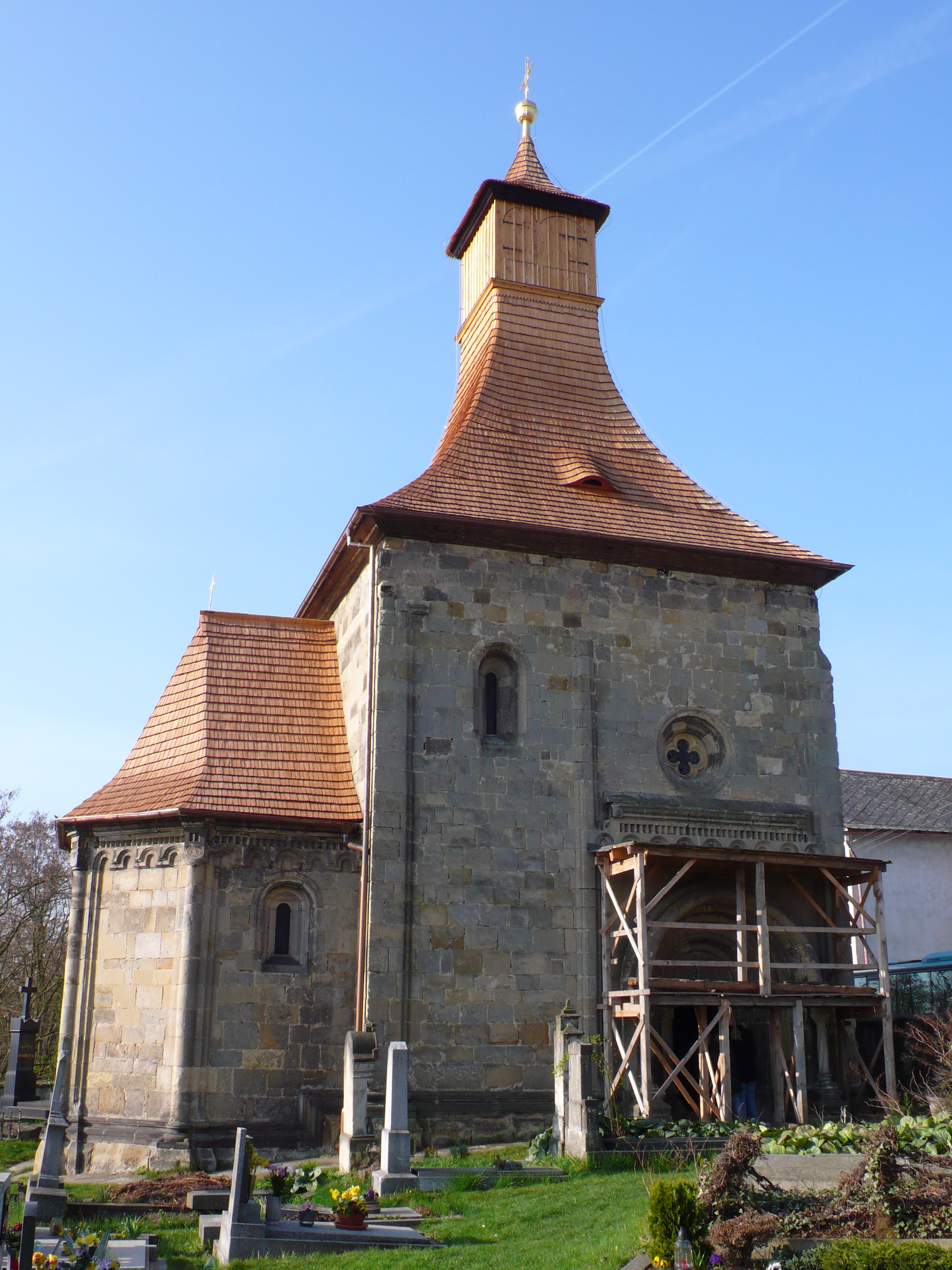
Kostel svatého Mikuláše

- Kostel svatého Mikuláše – románský tribunový kostel
- Obytná budova usedlosti čp. 45